# Didache
Didache eller De tolv apostlarnas lära (grekisk titel: Διδαχή των Δώδεκα Αποστόλων), även Herrens lära genom de tolv apostlarna till folken, är en anonym tidig kristen skrift på koinegrekiska. Den kan snarast betraktas som en kyrklig instruktionsbok för en missionerande församling. Den dateras vanligen till cirka år 100, men den kan vara så tidig som från perioden cirka 40–60. Den tros ha tillkommit i Israel eller Syrien. Skriften återupptäcktes 1873 av den grekisk-ortodoxe metropoliten Filotheos Bryennios, som då fann en grekisk handskrift, Codex Hierosolymitanus, från år 1056 som innehöll Didache. Han väntade dock till år 1883 med att offentliggöra sin upptäckt.
Didache räknas till de apostoliska fäderna och kan delas in i fyra delar: först en del om moralisk undervisning, kallad de två vägarna (livets väg och dödens väg), därefter liturgiska föreskrifter rörande dopet, fastan, bönen och nattvarden. Den tredje delen behandlar det övriga kyrkliga livet, hur man ska ta emot apostlar och profeter, hur man ska fira gudstjänst och välja biskopar och diakoner. Den avslutande delen har en eskatologisk prägel och uppmanar till vaksamhet inför Kristi återkomst.
I Didache 8:2 förekommer en version av Herrens bön, och vissa menar att Didaché citerar Matteusevangeliet 6:9–13; i så fall är det för första gången traditionen om att be Fader vår tre gånger dagligen nämns. Om så är fallet är detta citat också troligen det äldsta kända citatet ur Nya Testamentet. Det är dock omdiskuterat om huruvida Didache bygger på muntliga eller på skriftliga källor. De olika slutsatserna kring detta är avhängiga den tid till vilken man daterar skriften.
De som förespråkar en tidigare datering brukar peka på att skriften inte tycks känna till en mer utarbetad hierarki vad gäller roller i församlingen (präster, biskopar, etc.) och att den inte verkar ha någon vetskap om eller ha påverkats av Paulus skrifter.